# Hough-on-the-Hill
Hough-on-the-Hill – wieś w Anglii, w hrabstwie Lincolnshire, w dystrykcie South Kesteven. Leży 26 km na południe od Lincoln i 170 km na północ od Londynu.
Miejscowość liczy 496 mieszkańców.